# Ulrich Rüß
Ulrich Rüß (* 12. Dezember 1943 in Braunschweig) ist ein lutherischer Theologe und Präsident der Internationalen Konferenz Bekennender Gemeinschaften (IKBG/ICN) sowie Vorsitzender der Konferenz Bekennender Gemeinschaften in den Evangelischen Kirchen Deutschlands, des Dachverbands konservativer Protestanten in der EKD.

## Leben und Wirken
Rüß studierte Religionspädagogik und Theologie und wurde 1970 im Dom zu Schleswig ordiniert, danach war er 12 Jahre Pastor in der Evangelisch-Lutherischen Kirchengemeinde Harrislee bei Flensburg (vgl. Versöhnungskirche (Harrislee)). Von 1982 bis 2009 war er Pastor der Kirche St. Johannis in Hamburg-Eppendorf.
Rüß gehört zur nordelbischen Kirchlichen Sammlung um Bibel und Bekenntnis. und gilt als Vertreter der Konservativen in der Nordelbischen Evangelisch-Lutherischen Kirche. Er nimmt in seiner Funktion als Bundesvorsitzender der konservativen Christen in Deutschland auch zu aktuellen religiös-politischen Situationen Stellung. Rüß ist Leiter des „Arbeitskreises Islam“ der Deutschen Evangelischen Allianz.

## Privates
Rüß heiratete erst 2005 im Alter von 62 Jahren Isabel Fürstenhoff, Direktorin einer Werbeagentur, die er anlässlich ihres Wiedereintritts in die evangelische Kirche kennengelernt hatte. Getraut wurden die beiden von seinem Bruder Christian Rüß, der ebenfalls lutherischer Pfarrer am Hamburger Michel war. Sein Zwillingsbruder Andreas Rüß, Pfarrer auf Rügen, leitete die Liturgie des Traugottesdienstes.

## Publikationen
- Die Liturgie im Gottesdienst, 1987
- mit Ottfried Jordahn: Ausgewählte Predigten in Hamburgs Hochzeitskirche, hg. von dem Verein zur Förderung von Verkündigung u. Seelsorge in der ev.-luth. Kirchengemeinde St. Johannis-Eppendorf e.V., Hamburg 2003.